# Carlo Menon
Carlo Menon, né le 8 août 1858 dans la ville de Roncade dans la Province de Trévise, en Vénétie, et mort le 30 avril 1924 à Trévise, a été un industriel italien, fondateur du constructeur automobile Ditta Carlo Menon en 1875.

## Biographie
Carlo Menon commence à travailler comme apprenti forgeron puis s'intéresse à la mécanique appliquée à la sidérurgie et aux métaux. Il apprend également les principes du chromage des métaux pour leur donner une plus grande résistance et une meilleure protection contre l'oxydation. À dix-sept ans, il fonde la Ditta Carlo Menon en 1875. Au début, il se spécialise dans l'armurerie. Dès 1877, il s'intéresse à la construction de vélocipèdes. Les tout premiers avaient des roues en bois, mais, dès 1880, Carlo Menon les équipe de jantes en métal. Progressivement, les pièces en bois des vélocipèdes sont remplacées par des éléments en fer et en acier et les roues en caoutchouc. À partir de 1887, il construit des vélocipèdes de nouvelle conception, les bicyclettes.
Dès 1890, en partenariat avec l'ingénieur milanais Cervasoni, il conçoit un avion léger. Quelques tentatives avec un premier prototype n'apportent  pas les résultats escomptés et le projet est abandonné. Il se consacre à la conception d'un chariot propulsé par un moteur à combustion interne. En 1895, le projet du quadricycle motorisé utilisant un moteur de 2,5 Ch, fait ses premiers pas dans la ville de Roncade. La voiture baptisée « Rebus - Voiture sans chevaux » est aussi appelée « Vetturetta Menon »  (voiturette Menon).

## Les voiturettes Menon
Dans les années 1895-1896, il développe des prototypes de voitures à quatre roues qu'il met en fabrication à partir de 1897. Le premier prototype était équipé d'un moteur De Dion-Bouton 1½ HP. Les modèles suivants, une voiturette de type vis-à-vis était dotée d'un moteur Menon de 211 cm3 (62x70 mm) développant 2¼ HP, refroidi par air puis, une voiturette à 2 places équipée d'un moteur Menon de 490 cm3 (83x90 mm) développant 6 HP, refroidi par eau refroidie par un radiateur tubulaire à circulation forcée. Ces voiturettes pouvaient fonctionner indifféremment avec de l'essence ou de l'alcool. Il en produit 23 exemplaires entre 1897 et 1902.
Dès 1895, le moteur de ses voitures utilisait de l'alcool au lieu de l'essence, plus chère et plus polluante.
La production automobile s'est arrêtée en 1902 avec un total de 23 véhicules vendus, mais l'entreprise  poursuit son activité de spécialiste dans les pièces mécaniques de précision pour moteurs. À partir de 1916, la Ditta Carlo Menon s'oriente vers la production de motocyclettes.
Après la mort subite de Carlo Menon en avril 1924, l'entreprise continue son activité. Pendant la Seconde Guerre mondiale, elle  travaille pour le compte des FS - Chemins de fer italiens et de l'armée du Roi d'Italie. En 1950, l'entreprise est consultée par le constructeur Lancia pour l'étude du différentiel de l'Aurelia, qui a adopté un schéma similaire à celui des premières voiturettes Menon.
En 1985, la famille Menon a vendu l'entreprise Ditta Carlo Menon dont il ne reste plus de trace en dehors de quelques archives. 

### Les voiturettes Menon en compétition
Le 1er juillet 1900, la voiturette Menon, pour sa première participation, équipée d'un moteur De Dion-Bouton est arrivée quatrième de la course d'endurance de 223 km : Padoue–Mirano–Mestre–Castelfranco Veneto–Padoue–Bassano del Grappa–Marostica-Thiene-Vicence–Padoue, pilotée par Garibaldi Coltelletti en 4 h 52' 10".
Le 2 juillet 1900, sur le parcours Padoue–Bovolenta, une course de vitesse en ligne droite de la Targa Rignano, longue de 10 km, la voiturette « Menon Rebus 3½ HP » maintient une vitesse moyenne de 38,8 km/h. En 1900, à Brescia, elle se classe troisième sur un circuit d'endurance de 220 km et quatrième dans la course de vitesse de 5 km.

## Curiosité
Une des dernières voiturette produite en 1902 avec un moteur de 3,5 Ch a participé à la course classique anglaise Londres-Brighton pour voitures anciennes en 1962. La même voiture a été utilisée en 1966 dans le western italien Les Deux Fils de Ringo, avec les acteurs Franco Franchi et Ciccio Ingrassia,.